# Залізничний роз'їзд 1062
Залізничний роз'їзд 1062 (рос. 1062) — залізничний роз'їзд у Старополтавському районі Волгоградської області Російської Федерації.
Населення становить 7  осіб. Входить до складу муніципального утворення Гмелинське сільське поселення.

## Історія
Населений пункт розташований у межах українського історичного та культурного регіону Жовтий Клин.
Згідно із законом від 17 січня 2005 року № 991-ОД органом місцевого самоврядування є Гмелинське сільське поселення.

## Населення
| 2010 | 2012 |
| ---- | ---- |
| 7    | →7   |